# Marradasovy sloupy
Marradasovy sloupy, Marradasova boží muka, Marradasky nebo Boží muka marradaská je označení pro tvaroslovný typ kamenných božích muk, který je znám z okolí Hluboké nad Vltavou. Jednotlivé sloupy stojí na Hluboké, na Hosíně a ve dvoře Vondrov. Jsou chráněné jako kulturní památky České republiky.

## Tvarosloví
Provedení božích muk se vymyká všem soudobým známým typům v Jihočeském kraji. Kombinace tesaných a zděných prvků, kdy se sloupky skládají z tvarovaných kamenných bloků, je v jižních Čechách na přelomu renezance a baroka zcela unikátní. Boží muka využívající zděné konstrukce složené z tesaných prvků se v regionu vyskytují pouze v Nové Bystřici a Žítči na Jindřichohradecku. Ta jsou ale o století starší a tvaroslovným provedením nevystupují z tehdejšího úzu.

## Popis
Na základně je umístěn válcovitý sokl složený z opracovaných kamenných bloků. Následuje sloupek, rovněž válcovitý a konstruovaný stejným způsobem jako sokl. Kvádrová monolitická kaplice je shora i zdola oddělena výrazně přesahující čtvercovou krycí deskou s ozdobnými profily na okrajích. Vrchní krycí deska nese stupňovitou báňku se vsazeným kovovým křížem. Boží muka u Hluboké a Vondrova jsou špricována řídkou maltou (patrně nepůvodně).

## Možný původ
Všechny jsou datovány rokem 1636. V této době (od roku 1622) byl majitelem panství don Baltasar de Marradas, jehož rodový znak je dosud patrný na sloupech u Hluboké a Vondrova. V době Marradasovy nepřítomnosti působil jako velitel obrany Hluboké don Diego Duque de Estrada, který počátkem třicátých let ubránil nejcennější části Marradasova panství před vpádem Sasů. Vznik božích muk je možné dávat do souvislosti s těmito událostmi, čemuž napovídá rozmístění nedaleko tehdejšího hlubockého hradu.

## Výčet
| Sloup                           | Obrázek                | Commons                                                                 | Pam. katalog        | Souřadnice                      | Poznámka |
| ------------------------------- | ---------------------- | ----------------------------------------------------------------------- | ------------------- | ------------------------------- | --- |
| Hluboká nad Vltavou (Q37275153) | sloup na Hluboké       | Kategorie „Marradasův sloup (Hluboká nad Vltavou)“ na Wikimedia Commons | 16326/3-114 (PkMIS) | 49°3′26″ s. š., 14°26′18″ v. d. | Sloup stojí za zámeckou zahradou u asfaltky na jižním úpatí Holého vrchu poblíž vyústění Heyrovského cesty a červené turistické trasy (E10, Svatojakubská cesta – Jihočeská). Na sloupu je zachován rodový znak Marradasů a datace 1636. Povrch má špricovaný řídkou maltou.                          |
| Vondrov (Q38491539)             | sloup na dvoře Vondrov | Kategorie „Boží muka (Dvůr Vondrov)“ na Wikimedia Commons               | 47260/3-117 (PkMIS) | 49°2′29″ s. š., 14°24′31″ v. d. | Sloup stojící na nádvoří hospodářského dvora Vondrov, v jeho západoseverozápadním rohu. Na sloupu je zachován rodový znak Marradasů a datace 1636. Povrch má špricovaný řídkou maltou. |
| Hosín (Q37289303)               | sloup na Hosíně        |                                                                         | 22325/3-151 (PkMIS) | 49°2′21″ s. š., 14°28′17″ v. d. | Sloup stojí při asfaltové silnici v obci Hosín ve směru na Hlubokou nad Vltavou, na jižním svahu vrchu Račice pod domem č. 39. Ve čtveřici lip. Na rozdíl od předchozích má zachován původní (kamenný) povrch. Rodový znak Marradasů chybí. Datace 1636 byla neodborně chybně zvýrazněna na rok 1656. |